# Camillo Rondani
Camillo Rondani, född 21 november 1808 i Parma (på den tiden en del av Första franska kejsardömet), död 17 september 1879 i Parma, var en italiensk entomolog mest känd för sin forskning om tvåvingar.
Rondani blev jurist 1831, men började tillsammans med sin bror Emilio att idka handel efter att de båda varit fängslade. Han studerade insekter från exotiska produkter och beskrev skalbaggarna Cis jalapa som han hittade i chilenskt kaffe och Brucus dolici i kaffe från Santo Domingo.
Även om mycket lite av hans entomologiska arbeten publicerades under hans levnad, blev han ledamot av Franska akademien 1840.
Auktorsnamnet Rondani kan användas för Camillo Rondani i samband med ett vetenskapligt namn inom zoologin; se Wikipedia-artiklar som länkar till auktorsnamnet.